# 塞格雷杜
塞格雷杜是巴西南大河州的一个市镇。总面积247.485平方公里，总人口7022人，人口密度28.4人/平方公里。